# Pine Forest
Pine Forest é uma cidade localizada no estado norte-americano de Texas, no Condado de Orange.

## Demografia
Segundo o censo norte-americano de 2000, a sua população era de 632 habitantes.
Em 2006, foi estimada uma população de 625, um decréscimo de 7 (-1.1%).

## Geografia
De acordo com o United States Census Bureau tem uma área de
7,2 km², dos quais 7,2 km² cobertos por terra e 0,0 km² cobertos por água. Pine Forest localiza-se a aproximadamente 1 m acima do nível do mar.

## Localidades na vizinhança
O diagrama seguinte representa as localidades num raio de 16 km ao redor de Pine Forest.